# Epicauta temexa
Epicauta temexa es una especie de coleóptero de la familia Meloidae.

## Distribución geográfica
Habita en Texas y México.